# Орлов (остров)
Орлов — остров в Тендровском заливе Чёрного моря, расположенный на территории Скадовского района (Херсонская область, Украина). Площадь — 27 га.

## География
Расположен в восточной части Тендровского залива Чёрного моря — восточнее отмели, между мысом Средний полуострова Егорлыцкий Кут и косой Белые Кучугуры острова Тендровская коса. Береговая линия изрезана многочисленными лагунами, есть озёра. Берега лагун зарастают камышовой растительностью. Наивысшая точка острова — 0,8 м. Высота над уровнем моря береговой линии — −0,4 м.
С 1927 года входит в состав Черноморского биосферного заповедника. Размещается в пределах Причерноморской впадины, имеет материковое происхождение: образовался около 2,5-3 тыс. лет назад, во время последней трансгрессии Чёрного моря; окончательно потерял связь с материком, вероятно, за последние 500 лет.

## Природа
Повышение острова покрыто зарослями лебеды татарской, ромашки лекарственной, острицы лежачей, щавеля курчавого и тростника.
Густая растительность и проведенные биотехнические мероприятия поспособствовали размножению птиц на острове. Среди гнездовых птиц наиболее многочисленны популяции пеликанов розовых, бакланов больших, хохотуней и обыкновенной гаги. Также здесь сооружают гнезда утиные, встречаются воробьинообразные, охотятся луни.
На острове водится редкий вид пресмыкающихся, занесенный в Красную книгу Украины — степная гадюка.